# Quills
Quills är en brittisk-amerikansk film från 2000 regisserad av Philip Kaufman och skriven av Doug Wright, som också skrivit pjäsen som filmen bygger på. Filmen är ett kostymdrama som utspelar sig under markis de Sades tid på mentalsjukhuset Charenton. Filmen fick ett övervägande positivt mottagande och nominerades till Oscars och Golden Globe, men kritiker har påpekat att handlingen skiljer sig avsevärt från verkligheten.

## Handling
Filmen utspelar sig flera år efter franska revolutionen. Markis de Sade (Geoffrey Rush) är inspärrad på mentalsjukhuset Charenton som leds av den godhjärtade abbén François de Coulmier (Joaquin Phoenix). Med hjälp av tvätterskan Madeleine LeClerc (Kate Winslet) smugglar de Sade ut nya manuskript som publiceras till folkets stora förtjusning och kejsar Napoleon I:s stora förtret. Kejsar Napoleon (Ron Cook) skickar Dr Royer-Collard (Michael Caine) till Charenton för att tysta/bota markisen. 
När Royer-Collard informerar de Coulmier om att det markisen i terapeutiskt syfte tillåts skriva publicerats, blir abbén bestört och försöker tala markisen till rätta. Royer-Collard åker under tiden till ett nunnekloster för att hämta sin trolovade, den unga och oskuldsfulla Simone (Amelia Warner). Det hastiga bröllopet och parets åldersskillnad leder till en del skvaller och markisen sätter upp en pjäs som förlöjligar Royer-Collard, i dennes närvaro. Doktorn stänger sjukhusets teater och abbén konfiskerar markisens penna och bläck. Detta leder till mer upproriskt beteende, bland annat skriver markisen en ny berättelse i vin på sina lakan, som transkriberas av Madeleine. Royer-Collard upptäcker detta och markisen tvingas bo naken i en tom cell.
Simone har under tiden av sin man introducerats till vuxenvärlden, och utan hans vetskap köper hon ett exemplar av de Sades roman Justine på svarta marknaden och förför och rymmer iväg med arkitekten Prioux. Efter sig lämnar hon ett brev som förklarar varför, och sitt exemplar av Justine, vilket gör doktorn ännu mer rasande på de Sade.
Eftersom hon hjälpt markisen ska Madeleine skickas iväg från Charenton, men innan så sker lovar markisen henne en sista berättelse, som vidarebefordras till henne av övriga patienter. Berättelsen får en av patienterna, en pyroman, att tända eld på sin säng, och i det följande kaoset dödas Madeleine av en annan patient. 
Som straff för hans inblandning skär abbén av de Sades tunga. Innan han dör dekorerar han väggarna i sin cell med ytterligare en berättelse, skriven i avföring. Medan abbén erbjuder sista smörjelsen sväljer markisens hans krucifix och kvävs till döds. 
Ett år senare anländer en ny abbé till Charenton och visas runt av Royer-Collard, som nu är dess ledare. Sjukhuset drivs nu som tryckeri där de Sades texter trycks. I markisens gamla cell bor nu abbé de Coulmier.

## Mottagande
Filmen fick ett övervägande positivt mottagande av kritiker. På Rotten Tomatoes har filmen 74% positiva recensioner av ett urval på 116. Filmen nominerades till tre Oscars, bland annat bästa manliga huvudroll (Rush). Rush och Winslet nominerades även till Screen Actors Guild Awards och Rush vann ett flertal priser från filmkritiker.
Neil Schaeffer, som skrivit en biografi om de Sade, kritiserade filmen för historiska faktafel och överdramatiseringar. Justine, den roman som i filmen smugglas ut ur fängelset, skrevs i verkligheten långt innan han blev inlåst på Charenton, och i verkligheten dog de Sade i sömnen vid 74 års ålder.
Enligt Internet Movie Database var filmens budget uppskattningsvis $13,5 miljoner och drog in drygt $7 miljoner i biljettintäkter i USA.